# Jezioro Łąkie (Pojezierze Kaszubskie)
Jezioro Łąkie (Lonka) – jezioro na Pojezierzu Kaszubskim, położone na zachód od miasta Skarszewy, w gminie Liniewo, w powiecie kościerskim (województwo pomorskie) na pograniczu kaszubsko-kociewskim. W pobliżu północnego brzegu jeziora przebiega droga wojewódzka nr 224.
Powierzchnia całkowita: 7,49 ha.